# Zeche Carl
Die Zeche Carl war ein Steinkohlen-Bergwerk im Essener Stadtteil Altenessen.

## Geschichte
Im Jahre 1855 gründete sich eine Gewerkschaft Hercules in Altenessen, die mit dem Teufen eines Schachtes begann (nicht zu verwechseln mit der Zeche Hercules im Essener Zentrum). Der Schacht wurde mit einem großdimensionierten Malakowturm mit zwei Maschinenhausflügeln ausgestattet und ging 1861 in Betrieb. Die Gewerkschaft Hercules wurde im selben Jahr vom Kölner Bergwerks-Verein unter Friedrich Grillo übernommen und in Zeche Carl umbenannt.
Die Zeche entwickelte sich gut, da die geförderte Gaskohle als sehr hochwertig und für die Kokserzeugung als gut einsetzbar anzusehen war. Ab 1883 wurde neben Schacht Carl eine Kokerei betrieben. Ein zusätzlicher Wetterschacht wurde 1885 bis 1887 neben Schacht Carl niedergebracht.
1899 wurde auf den Malakowturm ein großes Seilscheibengerüst mit Doppelförderung aufgesetzt. Die Förderung konnte auf 300.000 t jährlich gesteigert werden.
Nach dem Ersten Weltkrieg ging der Besitz des Kölner Bergwerks-Vereins an die Hoesch AG über. Diese beschloss die Zusammenfassung der Förderanlagen im Altenessener Raum.
Die Kohleförderung der Zeche Carl wurde bereits 1929 eingestellt. 1931 wurde auch die Kokerei außer Betrieb genommen. Das Fördergerüst Schacht Carl wurde demontiert. Der Schacht wurde als Wetterschacht der Zeche Emil-Emscher zugeteilt.
Der Wetterschacht wurde 1955 aufgegeben und 1970 wurden die gesamte Schachtanlage außer Betrieb genommen.

## Heutige Nutzung
Schließlich kaufte die Stadt Essen das ca. elf Hektar große Zechengelände. Durch eine Initiative von Bürgern, Jugendlichen und der örtlichen evangelischen Kirchengemeinde wurde 1977 die Initiative Zentrum Zeche Carl e. V. gegründet und die Zeche Carl zum Kulturzentrum umgebaut. Die gesamte Gebäudegruppe von Zeche Carl steht heute unter Denkmalschutz. Vor dem westlichen Eingang wurde ein in Wiesen gebetteter Parkplatz angelegt, das größere östliche Gelände zu einem offenen Landschaftspark gestaltet.

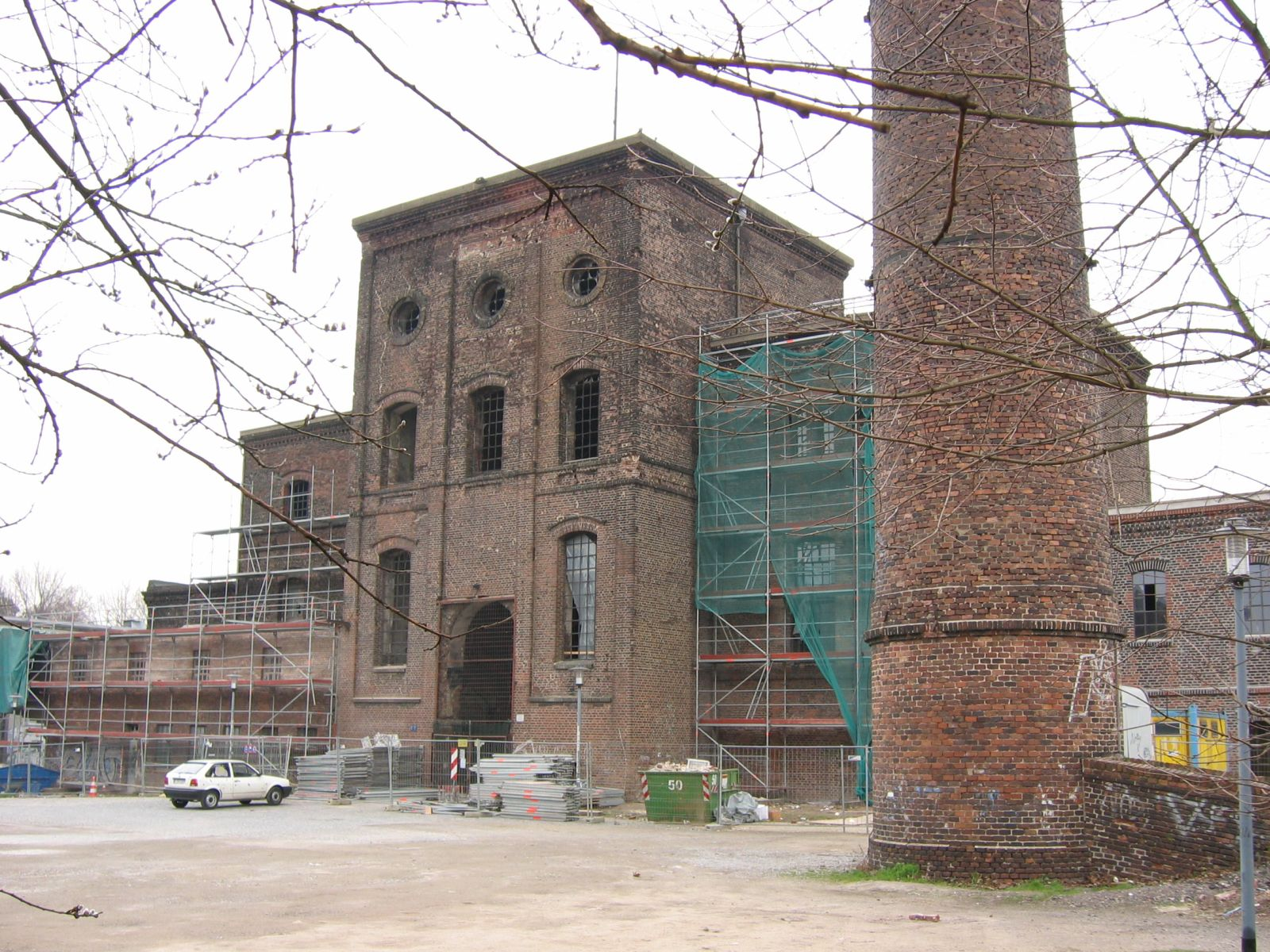
Malakowturm
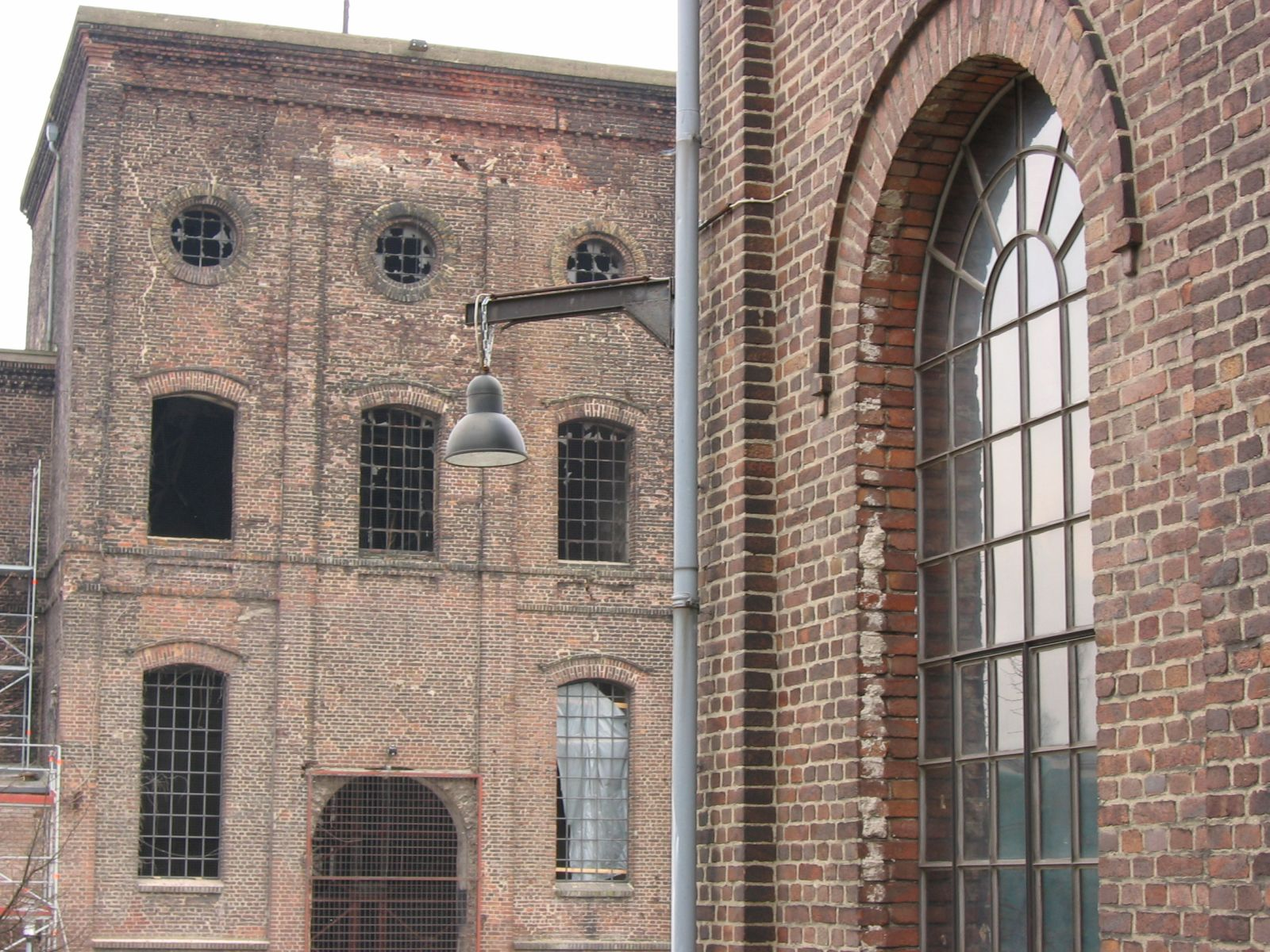
Zeche Carl
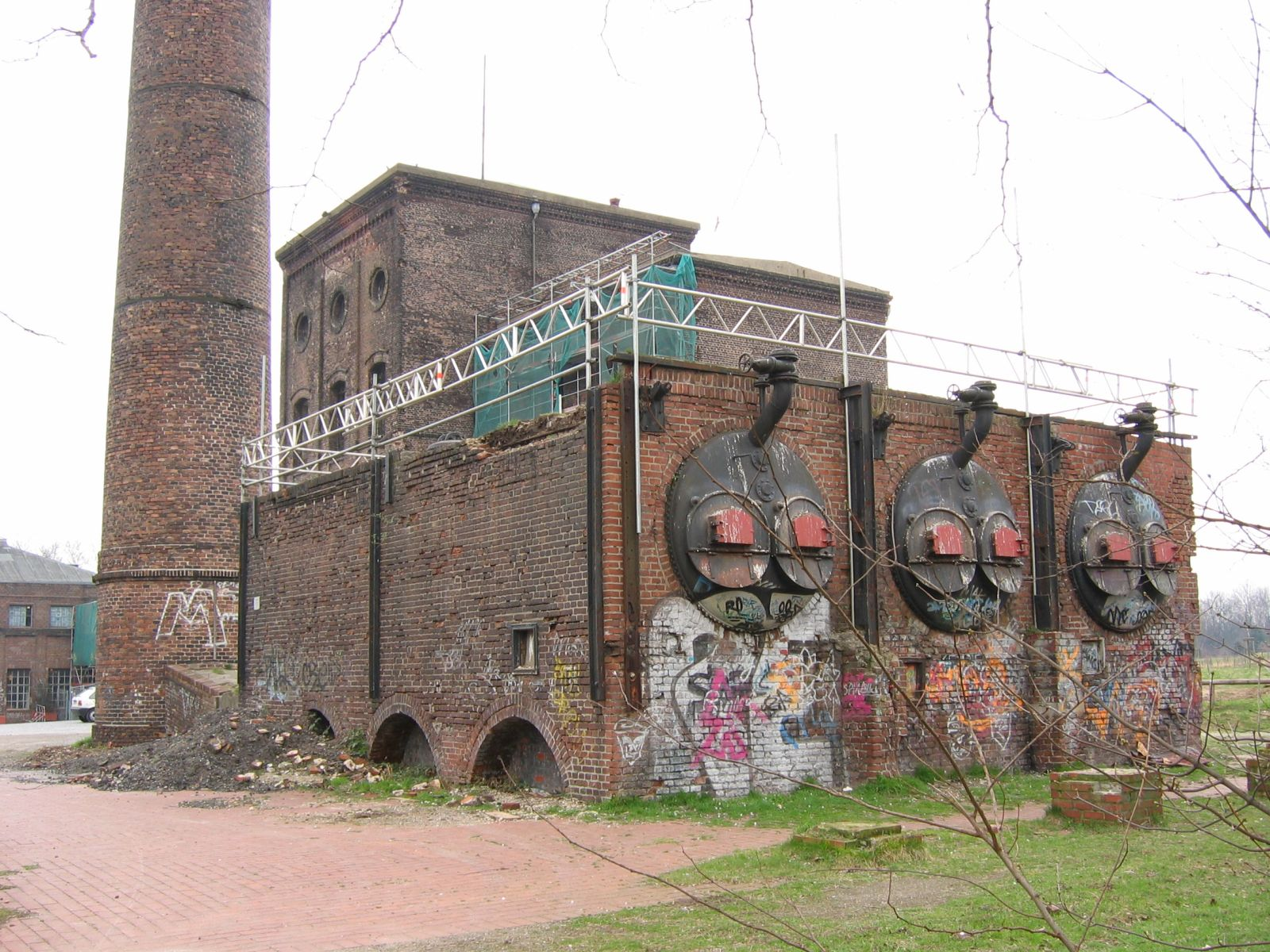
Dampfkessel

Das umgebaute Gebäude der Zeche Carl bietet seit knapp 40 Jahren ein abwechslungsreiches Kulturprogramm und ist damit ein überregionales Highlight der Essener Kulturszene. Zahlreiche Kabarettveranstaltungen und Konzerte, Partys, Kurse und Workshops, Lesungen und Ausstellungen und vieles mehr finden in der Zeche Carl statt. Daneben sind in der Zeche Carl auch politische Institutionen und Selbsthilfegruppen angesiedelt. Ebenso befand sich auf dem Gelände der Zeche Carl der Offene Kanal Essen.
Mitte 2009, nach der Insolvenz des Vereins, wurde die „Auf Carl gemeinnützige GmbH“ gegründet. Geschäftsführerin wurde Kornelia Vossebein; auf sie folgte 2020 Marcus Kalbitzer.

## Sonstiges
Rund um die angeschlossene Parkanlage des Zechengeländes stehen zahlreiche, ungefähr 50 cm große Betonfiguren, die ausgewachsene Landschildkröten darstellen.
Als das Gelände der Zeche Carl Anfang der 1990er Jahre aufbereitet worden ist, entstanden zahlreiche Trümmerhaufen aus zusammengetragenem Schutt. Ein älteres Essener Ehepaar verglich die Steinhaufen mit Schildkröten-Eiern. Deswegen ließen sie in einem Betonwerk die Schildkröten-Figuren herstellen und schenkten sie der Zeche Carl.
Bis heute werden die Figuren vom zugehörigen Parkmanagement gepflegt und in Altenessen als Maskottchen der Zeche angesehen.
In dem Spielfilm Verlierer von Regisseur Bernd Schadewald von 1986, der von der oftmals gewaltsam ausgetragenen Rivalität zwischen zwei Straßengangs im Ruhrgebiet handelt und in dem Ralf Richter und Campino mitwirken, ist das Kulturzentrum Zeche Carl während eines Thrash-Metal-Konzerts ein Schauplatz der Handlung.